# Unterallgäu
Unterallgäu là một huyện Kreis ở tây nam bang Bayern, Đức. Các huyện giá ranh (từ phía bắc theo chiều kim đồng hồ): Neu-Ulm, Günzburg, Augsburg, Ostallgäu, Oberallgäu, và the districts Ravensburg và Biberach trong Baden-Württemberg. Thành phố Memmingen nằm ở phía tây huyện và gần như bị huyện này bao quanh. Huyện lỵ là Mindelheim.
Huyện tọa lạc ở Allgäu, chân đồi phía bắc của Alps. Sông Iller tạo thành ranh giới phía tây của huyện.
Huyện được lập ngày 1 tháng 7 năm 1972 thông qua việc hợp nhất các huyện Mindelheim và Memmingen. Huyện này kết nghĩa với huyện Gostyn.

## Thị xã và đô thị
| Thị xã | Verwaltungsgemeinschaften | Đô thị | Đô thị |
| --- | --- | --- | --- |
| 1. Bad Wörishofen 2. Mindelheim Märkte 1. Babenhausen 2. Bad Grönenbach 3. Dirlewang 4. Erkheim 5. Kirchheim in Schwaben 6. Legau 7. Markt Rettenbach 8. Markt Wald 9. Ottobeuren 10. Pfaffenhausen 11. Türkheim 12. Tussenhausen | 1. Babenhausen 2. Boos 3. Dirlewang 4. Erkheim 5. Bad Grönenbach 6. Kirchheim (Schwaben) 7. Memmingerberg 8. Ottobeuren 9. Pfaffenhausen 10. Türkheim | 1. Amberg 2. Apfeltrach 3. Benningen 4. Böhen 5. Boos 6. Breitenbrunn 7. Buxheim 8. Egg an der Günz 9. Eppishausen 10. Ettringen 11. Fellheim 12. Hawangen 13. Heimertingen 14. Holzgünz 15. Kammlach 16. Kettershausen 17. Kirchhaslach 18. Kronburg 19. Lachen | 1. Lauben 2. Lautrach 3. Memmingerberg 4. Niederrieden 5. Oberrieden 6. Oberschönegg 7. Pleß 8. Rammingen 9. Salgen 10. Sontheim 11. Stetten 12. Trunkelsberg 13. Ungerhausen 14. Unteregg 15. Westerheim 16. Wiedergeltingen 17. Winterrieden 18. Wolfertschwenden 19. Woringen |